# Divisões administrativas das Maldivas

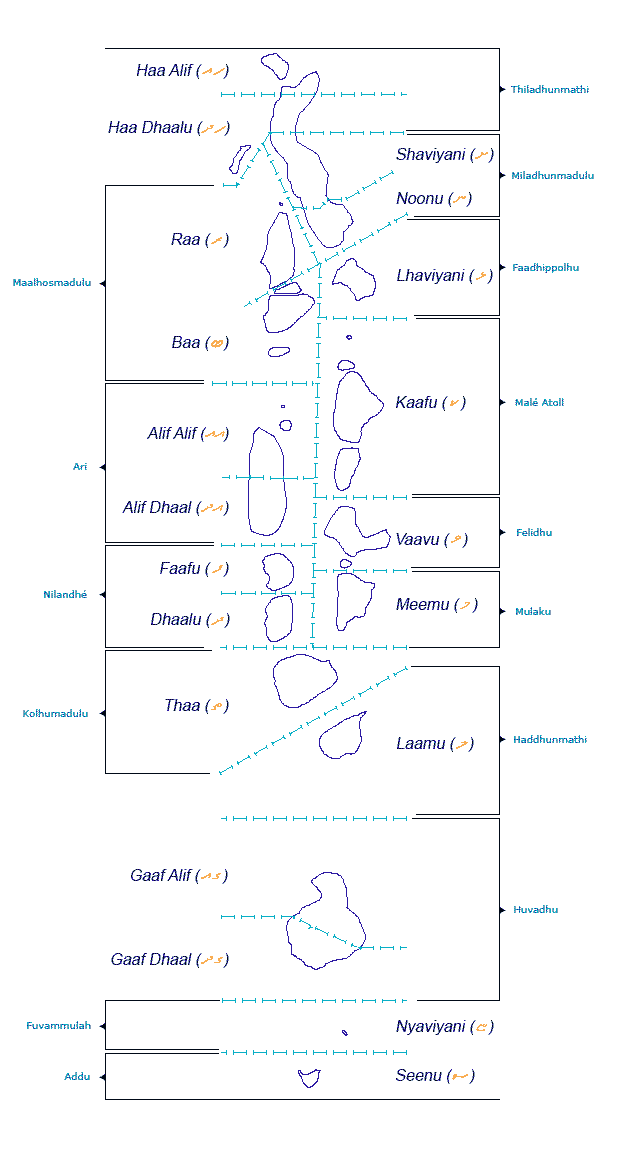
Cada atol administrativo está indicado juntamente com a letra thaana usada para identificar o atol. Os atóis naturais estão indicados em azul claro..

Geograficamente, as Maldivas são formadas por uma série de atóis naturais, além de algumas ilhas e recifes isolados que formam um padrão de norte a sul.
Para fins administrativos, o país está organizado em 189 ilhas, 18 atóis e 4 cidades nas Maldivas. Todos os 7 Escritórios Nacionais foram abolidos pela administração Waheed em 24 de abril de 2012

## Uso da palavra "Atol"
Como as divisões administrativas das Maldivas são chamadas de 'atóis' (atoll ou atholu), mas nem sempre são constituídas por um atol efetivamente, elas não devem ser confundidas com os atóis naturais das Maldivas. Embora às vezes um atol natural coincida com um atol administrativo, como ocorre com Lhaviyani-Faaadhippolhu, existem muitas inconsistências que podem confundir, como parte de um atol natutal, ou até mesmo uma única ilha, sendo referido como um 'atol administrativo' ao invés de 'província' ou 'distrito'.

## Códigos e nomes das divisões administrativas
A introdução de códigos-nomes para os atóis das Maldivas tem sido a origem de muitas confusões e equívocos, especialmente entre os estrangeiros. Muitos acham que o código-nome de um atol administrativo é seu novo nome e que ele substituiu o nome geográfico. Sob tais circunstâncias, é difícil saber qual é o nome correto a ser utilizado.
Cada divisão administrativa das Maldivas possui as seguintes identificações:
1. um nome, por exemplo Thiladhunmati Uthuruburi (que significa Thiladhunmathi do Norte).
2. um código-nome ou código de letras maldívio, por exemplo: Haa Alifu. Quando há duas sequência de letras, a segunda representa ou "Norte" (Alifu) ou "Sul" (Dhaalu).
3. uma letra do alfabeto latino, por exemple: (A).

O primeiro corresponde ao nome geográfico maldívio do atol.
O segundo é um código-nome adotado por conveniência. Ele começou a ser usado com o objetivo de facilitar a comunicação por rádio entre os atóis e a administração central. Como existem algumas ilhas em diferentes atóis que possuem o mesmo nome, para fins administrativos este código é indicado antes do nome da ilha, por exemplo: Baa Funadhoo, Kaafu Funadhoo, Gaafu-Alifu Funadhoo. Como a maioria dos atóis possuem nomes geográficos muito extensos, este código também é usado sempre que o nome do atol precisa ser mencionado de forma curta, como por exemplo no nome do website do atol.
Este código-nome tem sido mal utilizado por estrangeiros e turistas que não compreendem o uso adequado desse código e, frequentemente, não identificam os verdadeiros nomes maldívios em publicações para turistas. Os maldívios podem usar o código-nome na conversação coloquial, mas em publicações geográficas, históricas ou culturais, o verdadeiro nome geográfico sempre tem prioridade.
A letra do alfabeto latino é normalmente usada em matrículas de barcos. A letra representa o atol e o número a ilha.
Cada atol é administrado por um "Chefe de Atol" (Atholhu Veriyaa) indicado pelo Presidente. O Ministério da Administração do Atol e suas agências regionais do norte e do sul, agências dos atóis e agências das ilhas são coletivamente responsáveis perante o Presidente pela administração dos atóis. O responsável administrativo de cada ilha é o "Chefe de Ilha" (Katheeb), nomeado pelo presidente. O superior imediato do chefe de ilha é o chefe de atol, e o superior destes é o presidente.
| Letra latina | Cód. Abrev. | Letra local | Código-nome | Nome oficial               | Capital        |
| A            | HA          | ހއ          | Haa Alif    | Thiladhunmathi Uthuruburi  | Didhdhoo       |
| B            | HDh         | ހދ          | Haa Dhaalu  | Thiladhunmathi Dhekunuburi | Kulhudhuffushi |
| C            | Sh          | ށ           | Shaviyani   | Miladhunmadulu Uthuruburi  | Funadhoo       |

| Letra latina | Cód. Abrev. | Letra local | Código-nome | Nome oficial               | Capital     |
| D            | N           | ނ           | Noonu       | Miladhunmadulu Dhekunuburi | Manadhoo    |
| E            | R           | ރ           | Raa         | Maalhosmadulu Uthuruburi   | U'ngoofaaru |
| F            | B           | ބ           | Baa         | Maalhosmadulu Dhekunuburi  | Eydhafushi  |
| G            | Lh          | ޅ           | Lhaviyani   | Faadhippolhu               | Naifaru     |

| Letra latina | Cód. Abrev. | Letra local | Código-nome | Nome oficial          | Capital    |
| H            | K           | ކ           | Kaafu       | Malé Atoll            | Thulusdhoo |
| U            | AA          | އއ          | Alif Alif   | Ari Atoll Uthuruburi  | Rasdhoo    |
| I            | ADh         | އދ          | Alif Dhaal  | Ari Atoll Dhekunuburi | Mahibadhoo |
| J            | V           | ވ           | Vaavu       | Felidhu Atoll         | Felidhoo   |

| Letra latina | Cód. Abrev. | Letra local | Código-nome | Nome oficial                 | Capital      |
| K            | M           | މ           | Meemu       | Mulak Atoll                  | Muli         |
| L            | F           | ފ           | Faafu       | Nilandhe Atholhu Uthuruburi  | Magoodhoo    |
| M            | Dh          | ދ           | Dhaalu      | Nilandhe Atholhu Dhekunuburi | Kudahuvadhoo |

| Letra latina | Cód. Abrev. | Letra local | Código-nome | Nome oficial | Capital   |
| N            | Th          | ތ           | Thaa        | Kolhumadulu  | Veymandoo |
| O            | L           | ލ           | Laamu       | Haddhunmathi | Fonadhoo  |

| Letra latina | Cód. Abrev. | Letra local | Código-nome  | Nome oficial                | Capital    |
| P            | GA          | ގއ          | Gaafu Alif   | Huvadhu Atholhu Uthuruburi  | Villingili |
| Q            | GDh         | ގދ          | Gaafu Dhaalu | Huvadhu Atholhu Dhekunuburi | Thinadhoo  |

| Letra latina | Cód. Abrev. | Letra local | Código-nome | Nome oficial | Capital   |
| R            | Gn          | ޏ           | Gnaviyani   | Fuvammulah   | Fuamulaku |
| S            | S           | ސ           | Seenu       | Addu Atoll   | Hithadhoo |

### Malé
| Letra latina | Cód. Abrev. | Letra local | Código-nome | Nome oficial | Capital |
| T            | -           | -           | -           | Malé Atoll   | Malé    |

Tradicionalmente, os maldívios chamam os atóis com nomes terminados em '-madulu' ou '-mathi' pelos seus respectivos nomes sem adicionar a paravra equivalente a 'atol' no fim. Por exemplo, é correto escrever apenas Kolhumadulhu, sem adicionar a palavra 'Atholhu' ou 'Atoll'. Este também é o caso do atol conhecido como Faadhippolhu.